# Acaena confertissima
Acaena confertissima är en rosväxtart som beskrevs av Friedrich August Georg Bitter. Acaena confertissima ingår i släktet taggpimpineller, och familjen rosväxter. Inga underarter finns listade i Catalogue of Life.